# Winema (krater)
Winema är en nedslagskrater på planeten Venus. Winema har fått sitt namn efter den amerikanska urinvånaren Toby Riddle.
Kratern har en diameter på ungefär 21 km.